# Condado de Chase (Kansas)
O Condado de Chase é um dos 105 condados do estado americano de Kansas. A sede do condado é Cottonwood Falls, e sua maior cidade é Cottonwood Falls. O condado possui uma área de 2 015 km² (dos quais 5 km² estão cobertos por água), uma população de 3 030 habitantes, e uma densidade populacional de 2 hab/km² (segundo o censo nacional de 2000). O condado foi fundado em 11 de fevereiro de 1859.